# Guglielmo Marconi
Guglielmo Marconi, född 25 april 1874 i Bologna, Emilia-Romagna, död 20 juli 1937 i Rom, var en italiensk uppfinnare och fysiker. År 1909 tilldelades han Nobelpriset i fysik tillsammans med Ferdinand Braun.

## Biografi
Marconis far var italienare, hans mor tillhörde den förmögna irländska whiskyproducentfamiljen Jameson. Marconi var genuint tvåspråkig och talade engelska utan brytning, vilket brittisk press fann anmärkningsvärt.
Han var en av radioteknikens pionjärer och anses rätt ofta som "radions uppfinnare", men andra har gjort honom äran stridig, till exempel Aleksandr Popov och Nikola Tesla. Många patentstrider uppstod och till sist fick Nikola Tesla titeln.
Egentligen var det James Clerk Maxwells förtjänst att det började. Han förutsade på 1860-talet på matematisk grund att radiovågor borde existera, men han visade aldrig att de existerade. (De berömda Maxwellska ekvationerna publicerades 1873.) Det visade emellertid Heinrich Hertz 1888. I efterhand kan man, med ledning av dimensionerna på apparater som Hertz använde i sitt laboratorium, sluta sig till att hans första experiment skedde i UHF-området. Hertz verifierade att radiovågor verkligen existerar, men han kom aldrig på något som de kunde användas till. Men det gjorde Marconi, som redan som ung student hade hört talas om Hertz' arbeten, och började experimentera. Han har ibland kallats världens första radioamatör. Den sändartyp Marconi använde kallas gnistsändare. De mottagna radiovågorna detekterade han med en kohär.
Några milstolpar:
- 1895 uppnådde Marconi några kilometers räckvidd
- 1896 ansökte han, 22 år gammal, patent i London på uppfinningen Trådlös telegrafi genom elektriska vågor. Både sändare och mottagare var uppbyggda med öppen svängningskrets. Patentet beviljades året därpå med nr 12 039.
- 1897 startade han ett företag som använde tid till att undersöka trådlös telegrafi
- 1898 byggdes de första stationerna för kommunikation över Engelska kanalen
- 1899 engelskt patent nr 26 196 på radiomottagare med sluten svängningskrets
- 1899 fick han med Giovanni Battista Grassi dela Turinakademiens första Vallauripris
- 1900 engelskt patent nr 7777 på radiosändare med sluten svängningskrets
- 1900 Poldhu-stationen i Cornwall, England byggs för försök med radiokommunikation över Atlanten. Motstationen ligger vid S:t Johns på Newfoundland, 3350 km från Poldhu.
- 1901, den 12 december, uppfattade man på Newfoundland med viss möda de första svaga signalerna från Polhu.[19]
- 1909, delade Marconi Nobelpriset i fysik med Karl Ferdinand Braun. Marconi var då 35 år gammal.

Halva fysikpriset 1909 var 70 000 kr. Marconi lär ha blivit besviken över att han inte blev ensam pristagare för insatser inom radiotekniken.
Till skillnad från Hertz arbetade Marconi med mycket lägre frekvenser. Atlantförsöken gjordes vid ca 300 kHz, med betoning på cirka, eftersom man inte hade något att mäta frekvensen med. Trots primitiv utrustning hade man lyckats åstadkomma en sändareffekt på bortåt 30 kW.
Marconi-systemet fick på kort tid stor framgång, särskilt för kommunikation med fartyg, som inte kunde nås på annat sätt, när de kommit utom synhåll. Marconi introducerade också press-telegram med nyheter till fartygen.
Vid en av de mest omtalade fartygskatastroferna i världen, Titanics kollision med ett isberg 1912, spelade radiokommunikation en betydelsefull roll vid räddningsarbetet. Titanic var utrustad med apparater av system Marconi.
Vid en trafikolycka i Italien 1912 förlorade Marconi ena ögat.
Marconi invaldes i Kungliga Vetenskapsakademien 1906.
Han är begravd i parken till Villa Griffone i Pontecchio.

### Fotnoter
1. ↑  läs online, www.biography.com .[källa från Wikidata]
2. ↑  Encyclopædia Britannica, Encyclopædia Britannica Online-ID: biography/Guglielmo-Marconitopic/Britannica-Online, läst: 9 oktober 2017.[källa från Wikidata]
3. ↑  SNAC, SNAC Ark-ID: w6hd7smv, läs online, läst: 9 oktober 2017.[källa från Wikidata]
4. ↑  Find a Grave, Find A Grave-ID: 8456, läs online, läst: 9 oktober 2017.[källa från Wikidata]
5. 1 2  Aleksandr M. Prochorov (red.), ”Маркони Гульельмо”, Большая советская энциклопедия : [в 30 т.], tredje utgåvan, Stora ryska encyklopedin, 1969, läst: 28 september 2015.[källa från Wikidata]
6. 1 2  www.accademiadellescienze.it, Accademia delle Scienze di Torino-ID: guglielmo-marconi, läst: 1 december 2020.[källa från Wikidata]
7. 1 2 3 4 5 6 7 8 9 10 11 12 13 14 15 16 17 18 19  Guglielmo Marconi Biography (på engelska), A&E Networks, Biography.com, 2 april 2014, läs online, läst: 9 januari 2019.[källa från Wikidata]
8. ↑  läs online, dati.camera.it .[källa från Wikidata]
9. ↑  The Peerage person-ID: p48399.htm#i483987, läst: 7 augusti 2020.[källa från Wikidata]
10. 1 2  Darryl Roger Lundy, The Peerage.[källa från Wikidata]
11. ↑  läs online, www.accademiadellescienze.it .[källa från Wikidata]
12. ↑  The Nobel Prize in Physics 1909 (på engelska), Nobelstiftelsen, Nobelprize.org, läs online, läst: 9 januari 2019.[källa från Wikidata]
13. ↑  The Nobel Prize amounts (på engelska), Nobelstiftelsen, Nobelprize.org, läs online, läst: 9 januari 2019.[källa från Wikidata]
14. ↑  Kungliga Vetenskapsakademien, läs online, läst: 9 januari 2019.[källa från Wikidata]
15. ↑  BOE-ID: BOE-A-1912-3849.[källa från Wikidata]
16. ↑  läs online, www.thersa.org .[källa från Wikidata]
17. ↑  BOE-ID: BOE-A-1928-7212.[källa från Wikidata]
18. ↑  läs online, thejohnscottaward.github.io .[källa från Wikidata]
19. ↑  Marcus Boldemann (31 december 1995). ”Ett sekel i etern” (på svenska). Dagens nyheter. http://www.dn.se/arkiv/kultur/ett-sekel-i-etern/. Läst 6 maj 2017.
20. ↑  ”LEDAMOTSFÖRTECKNING”. VETENSKAPSAKADEMIENS ÅRSBOK. 1910. Stockholm: Kungliga Vetenskapsakademien. 1910. sid. 11. https://hdl.handle.net/2027/uc1.b2961648?urlappend=%3Bseq=17. Läst 9 januari 2019.  ”1906, okt. 10.  Marconi, Vilhelm, civilingenjör. London”